# 豫州 (古代)
豫州，原為九州地理區劃之一，而作为实际的行政区划，开始于汉武帝时期。
汉武帝元封五年（公元前106年），将全国除中央之外的地域分为十三个州刺史部，豫州刺史部辖境约今淮河以北、南北汝河流域以东的豫东、皖北与江苏丰、沛两县地。但这里的州刺史部只是监察区，并无治所，并非真正意义上的行政区。
东汉漢靈帝中平五年（188年），州成为一级行政区域，其中豫州治所为谯县（今安徽省亳州市），辖区在河南东部和安徽西部，下辖颍川郡、汝南郡2郡，梁国、沛国、陈国、鲁国4国。
三国的曹魏时期，豫州的治所在安城县（今河南正阳县东北、南汝河西南岸）。下辖颍川郡、陈郡、鲁郡、汝南郡、谯郡、弋阳郡、阳安郡、汝阴郡8郡，以及梁国、沛国2国。西晋时期，豫州治所在陈县（今河南周口市淮阳区），下辖10个郡国。东晋治所屡有迁徙，辖境伸缩无常，最大时有今苏、皖长江以西，望江以北的淮河南北地区。
十六国前赵移治许昌县（今河南许昌市东）；前秦改豫州为东豫州，另置豫州治洛阳县（今河南洛阳市东北）。南北朝时期，州的数量增多，地域缩小，南朝宋设有南豫州，治所在于湖县（今安徽当涂县南），南朝齐除南豫州外，还另设有豫州，治所在寿春县（今安徽寿县）。北魏初改豫州为洛州（後改为司州，东魏又改为洛州），另改司州为豫州，治上蔡县（今河南汝南县）。北周改豫州为舒州。
隋朝初年，舒州复为豫州，仁寿四年（604年）又改为溱州，大业二年（606年）再改为蔡州。大业三年（607年）改蔡州为汝南郡，改洛州为河南郡。唐初改河南郡为洛州，改汝南郡为豫州，治汝阳县（今河南汝南县）。天宝元年（742年）改豫州为汝南郡，乾元元年（758年）复为豫州，宝应元年（762年）再改为蔡州。
| 州   | 豫州                                                                         | 豫州                                                                         | 豫州                                                                         | 豫州                                                                         | 豫州                                                                         | 洧州                                                                         | 灊州                                                                         | 永州                                                                         | 息州                                                                         | 息州                                                                         | 息州                                                                         |
| 郡   | 汝南郡                                                                       | 文城郡                                                                       | 初安郡                                                                       | 临颍郡                                                                       | 广宁郡                                                                       | -                                                                            | -                                                                            | 城陽郡                                                                       | 汝南郡                                                                       | 新蔡郡                                                                       | 梁安郡                                                                       |
| 县   | 上蔡县 保城县                                                                | 武陽县 灈陽县                                                                | 安昌县                                                                       | 西平县                                                                       | 新蔡县                                                                       | -                                                                            | -                                                                            | 義興县 城陽县 真陽县                                                         | 新息县 安陽县 白狗县                                                         | 苞信县 長陵县                                                                | 朗中县                                                                       |
| 区划 | 大業3年                                                                      | 大業3年                                                                      | 大業3年                                                                      | 大業3年                                                                      | 大業3年                                                                      | 大業3年                                                                      | 大業3年                                                                      | 大業3年                                                                      | 大業3年                                                                      | 大業3年                                                                      | 大業3年                                                                      |
| 郡   | 汝南郡                                                                       | 汝南郡                                                                       | 汝南郡                                                                       | 汝南郡                                                                       | 汝南郡                                                                       | 汝南郡                                                                       | 汝南郡                                                                       | 汝南郡                                                                       | 汝南郡                                                                       | 汝南郡                                                                       | 汝南郡                                                                       |
| 县   | 汝陽县 吴房县 朗山县 西平县 新蔡县 城陽县 真陽县 新息县 褒信县 上蔡县 平輿县 | 汝陽县 吴房县 朗山县 西平县 新蔡县 城陽县 真陽县 新息县 褒信县 上蔡县 平輿县 | 汝陽县 吴房县 朗山县 西平县 新蔡县 城陽县 真陽县 新息县 褒信县 上蔡县 平輿县 | 汝陽县 吴房县 朗山县 西平县 新蔡县 城陽县 真陽县 新息县 褒信县 上蔡县 平輿县 | 汝陽县 吴房县 朗山县 西平县 新蔡县 城陽县 真陽县 新息县 褒信县 上蔡县 平輿县 | 汝陽县 吴房县 朗山县 西平县 新蔡县 城陽县 真陽县 新息县 褒信县 上蔡县 平輿县 | 汝陽县 吴房县 朗山县 西平县 新蔡县 城陽县 真陽县 新息县 褒信县 上蔡县 平輿县 | 汝陽县 吴房县 朗山县 西平县 新蔡县 城陽县 真陽县 新息县 褒信县 上蔡县 平輿县 | 汝陽县 吴房县 朗山县 西平县 新蔡县 城陽县 真陽县 新息县 褒信县 上蔡县 平輿县 | 汝陽县 吴房县 朗山县 西平县 新蔡县 城陽县 真陽县 新息县 褒信县 上蔡县 平輿县 | 汝陽县 吴房县 朗山县 西平县 新蔡县 城陽县 真陽县 新息县 褒信县 上蔡县 平輿县 |

| 唐朝豫州辖县 | 唐朝豫州辖县                                                                                     |
| ------------ | ------------------------------------------------------------------------------------------------ |
| 618年        | 汝阳县、上蔡县、新蔡县、褒信县、真阳县、朗山县、吴房县、西平县（新息县改属息州，平舆县改属舆州） |
| 621年        | 汝阳县、上蔡县、真阳县、吴房县（新蔡县、褒信县改属舒州，朗山县改属北朗州，西平县改属道州）       |
| 624年        | 汝阳县、上蔡县、真阳县、吴房县（平舆县来属）                                                     |
| 627年        | 汝阳县、上蔡县、真阳县（鲖阳县、新蔡县、褒信县、新息县、朗山县、郾城县来属，废除吴房县、平舆县） |
| 634年        | 汝阳县、上蔡县、真阳县、鲖阳县、新蔡县、褒信县、新息县、朗山县、郾城县（重设吴房县）             |
| 642年        | 汝阳县、上蔡县、真阳县、新蔡县、褒信县、新息县、朗山县、郾城县、吴房县（废除鲖阳县）             |
| 689年        | 汝阳县、上蔡县、真阳县（改名淮阳县）、新蔡县、褒信县、新息县、朗山县、郾城县、吴房县             |
| 691年        | 汝阳县、上蔡县、淮阳县、新蔡县、褒信县、新息县、朗山县、郾城县、吴房县（重设平舆县、西平县）     |
| 692年        | 汝阳县、上蔡县、淮阳县、新蔡县、褒信县、新息县、朗山县、郾城县、吴房县、平舆县（废除西平县）     |
| 705年        | 汝阳县、上蔡县、淮阳县（改名真阳县）、新蔡县、褒信县、新息县、朗山县、郾城县、吴房县、平舆县     |
| 723年        | 汝阳县、上蔡县、真阳县、新蔡县、褒信县、新息县、朗山县、郾城县、吴房县、平舆县                   |
| 738年        | 汝阳县、上蔡县、真阳县、新蔡县、褒信县、新息县、朗山县、郾城县、吴房县、平舆县（西平县来属）     |
| 762年        | 汝阳县、上蔡县、真阳县、新蔡县、褒信县、新息县、朗山县、郾城县、吴房县、平舆县、西平县           |

## 刺史
| 汉朝豫州刺史 曹魏豫州刺史 - 賈逵（220年－228年） - 滿寵（228年） - 趙儼（228年－230年，都督） - 韓觀（230年） - 王凌（237年－239年） - 毌丘儉（248年－251年） - 司馬昭（251年－254年，都督） - 諸葛誕（252年－255年，都督） - 王基（255年－258年） - 州泰（258年－259年） - 陳騫（259年－261年） - 王沈（261年－263年） - 司馬亮（263年－265年，都督） - 司馬駿（265年，都督） 西晋都督豫州诸军事（驻许昌） - 司马骏（265年－268年） - 司马辅（269年） - 司马骏（269年－270年） - 王浑（270年－272年） - 司马瓌（272年－274年） - 王浑（275年－276年） - 司马亮（277年－280年） - 孔恂（283年－286年） - 司马肜（287年－290年） - 司马亮（290年－291年） - 何劭（291年－294年） - 司马遐（295年） - 王浚（296年－299年） - 司马冏（300年－301年） - 司马虓（301年－304年） - 司马模（305年－307年） - 司马越（307年－309年） - 司马确（309年－311年） - 王康（311年） - 王士文 - 荀组（315年－316年） 晋朝豫州刺史（西晋驻陈县、东晋驻寿春） - 胡威（267年－270年） - 石鉴（270年－271年） - 王浑（271年－277年） - 王戎（277年－281年） - 孙毓（284年） - 何恽（285年） - 解系（288年－290年） - 温羡（290年－293年） - 杨准（294年－296年） - 解结（296年－297年） - 何勖（300年－301年） - 刘乔（303年－305年） - 裴宪（306年－309年） - 冯嵩（310年） - 司马越（310年－311年） - 刘乔（311年） - 荀组（312年－315年） - 祖逖（313年－321年） - 祖约（321年－329年） - 庾亮（329年－337年） - 毛宝（338年－339年） - 庾翼（340年－341年） - 庾怿（342年） - 路永（342年－345年） - 赵胤（345年） - 谢尚（346年－357年） - 谢奕（357年－358年） - 谢万（358年－359年） - 袁真（362年－369年） - 桓熙（369年－373年） - 桓冲（373年－375年） - 桓伊（375年－384年） - 桓石虔（384年） - 朱序（385年－387年） - 桓石虔（387年－388年） - 庾准（388年－390年） - 庾楷（390年－398年） - 司马尚之（398年－402年） - 桓玄（402年－403年） - 刁逵（403年－404年） - 魏咏之（404年－405年） - 刘毅（405年－412年） - 刘道规（412年） - 诸葛长民（412年－413年） - 刘裕（413年－417年） - 刘义符（416年） - 刘义庆（417年－420年） | 刘宋豫州刺史（驻寿阳） - 刘义康（420年－421年） - 刘粹（422年－424年） - 管义之（424年－428年） - 刘德武（428年－430年） - 刘义欣（430年－439年） - 刘遵考（439年－444年） - 赵伯符（444年－445年） - 刘铄（445年－453年） - 刘遵考（453年） - 鲁爽（454年） - 王玄谟（454年－455年） - 申恬（455年－456年） - 宗悫（456年－459年） - 庾深之（459年－460年） - 垣护之（460年－463年） - 刘德愿（463年－464年） - 刘休祐（465年） - 殷琰（465年－466年） - 张兴世（466年－467年） - 刘勔（467年－469年） - 段佛荣（469年－474年） - 任农夫（474年－475年） - 刘怀珍（475年－478年） - 萧晃（478年－479年） 萧齐豫州刺史（驻寿阳） - 垣崇祖（479年－482年） - 萧鸾（482年－485年） - 萧子响（485年－487年） - 萧鸾（487年－489年） - 王敬则（489年－493年） - 崔慧景（493年－494年） - 王广之（494年） - 萧遥昌（494年－497年） - 裴叔业（497年－500年） - 萧懿（500年） - 陈伯之（500年－501年） - 馬仙琕（501年－502年） 北魏扬州刺史（驻寿春） - 元勰（500年） - 元英（500年） - 王肃（500年－501年） - 元澄（501年－504年） - 薛真度（504年－505年） - 元嵩（505年－507年） - 元融（508年－509年） - 李崇（510年－518年） - 元志（518年－521年） - 长孙稚（521年－525年） - 李宪（525年－526年） 北魏豫州刺史（驻汝南） - 薛初古拔（467年－484年） - 拓跋祯（485年－487年） - 拓跋斤（488年－489年） - 元干（491年－493年） - 李冏（493年－494年） - 王肃（495年－499年） - 薛真度（499年－501年） - 席法友（501年－502年） - 司马悦（502年－504年） - 夏侯道迁（505年－506年） - 司马悦（506年－508年） - 崔暹（509年－512年） - 刘桃符（514年－515年） - 元延明（515年－517年） - 公孙骧（519年） - 皇甫玚（521年－523年） - 杜询（525年） - 曹世表（526年－527年） - 源子恭（527年－529年） - 郑先护（529年） - 元崇礼（530年－531年） - 斛斯元寿（533年） - 李思（534年） 隋朝豫州刺史（驻汝南） - 皇甫绩（581年—582年） - 周摇（583年） - 元胄（开皇初年） - 权武（589年—592年） - 杜荣（开皇年间） - 宋憬（开皇年间） - 李淑（开皇年间） - 段邕（开皇年间） - 杨弘（605年） - 溱州刺史→蔡州刺史→汝南郡太守 | 唐朝豫州刺史（驻汝南） - 杨仲达（620年） - 杨行矩（620年） - 许世绪（武德年间） - 武士彟（626年—627年） - 李敬本（贞观年间） - 李元则（633年—636年） - 李元庆（636年—644年） - 李凤（644年—658年） - 李明（669年） - 魏叔瑜（唐高宗时） - 姚感（唐高宗时） - 窦邃（唐高宗时） - 李元婴（683年） - 韦玄贞（684年） - 李贞（684年—688年） - 狄仁杰（688年） - 韦承庆（696年） - 郑慈力（武周时） - 李峤（705年，未任） - 袁恕己（706年） - 张昭命（景云年间） - 李祎（景云年间） - 卢照己（景云末年—先天年间） - 潘好礼（开元初年） - 李行休（716年） - 卢粲（开元初年） - 卢从愿（716年） - 裴纲（720年） - 魏启心（725年） - 徐峤之（728年） - 宇文𤨊（开元年间） - 元理通（开元年间） - 裴令温（开元年间） - 王琚（开元末年—天宝初年） - 汝南郡太守 - 李奂（759年） - 韦叔将（唐肃宗时） - 胡璿 - 蔡州刺史 |